# أبو الحناء
أبو الحناء أو أبو الحن هو طائر يعيش في العالم القديم (بما في ذلك أوروبا وآسيا وإفريقية) صغير يشبة طائر السمنة وطائر أبو الحن صدره أحمر ويطلق الاسم أيضا على طيور أخرى ذات ألوان مشابهة مثل أبي الحناء الأمريكي الشمالي وأبي الحناء الهندي وابي الحناء القرمزي الأسترالي.
وأبو الحناء الأوروبي طائر صغير جذاب ينمو حتى يصل طوله إلى 14 سم. له صدر احمر اما الأجزاء العليا والذيل فلونها بني والأجزاء السفلى ذات لون أبيض.
وفي الأجزاء البعيدة عن السواحل في أوروبا يعيش أبو الحناء في الادغال. اما في بريطانيا فيوجد في المتنزهات والحدائق ويعرف بوداعته يتبع هذا الطائر من يحفرون الحدائق ويلتقط الحشرات أو الديدان من التربية بعد تقليبها. وكثيرا ما تبني طيور ابي الحناء اعشاشها في شجر اللبلاب والنباتات المتسلقة على الاشجار والجدران وفي الحدائق تأوي إلى السقوف المهجورة، والزهريات أو أي وعاء اخر مناسب فهي تنشئ اعشاشا ضحلة على شكل الفنجان من سيقان الحشائش والجذور والغصون والخرق والجبال أو الورق، كما تستخدم الطين ليتماسك العش ثم تبطنه بحشائش جافة
ويتميز أبو الحناء بالعدوانية الشديدة تجاه طيور ابي الحناء الأخرى عند الدفاع عن مكانه.
وصغار ابي الحناء الأوروبي لها ريش بني منقط وهي تغرد اغاريد عذبة ولها صوت مدو حاد يشبه رنين نداء الإنذار.

## أبو الحناء الأمريكي الشمالي
وأبو الحناء الأمريكي الشمالي طائرة كبير يشبه طائر السمنة يصل طوله إلى 25 سم، ويعيش في المناطق المفتوحة، ويتغذى بشكل رئيسي بالفاكهة كما يأكل الحشرات والديدان.

## أبو الحناء الهندي
يتميز أبو الحناء الهندي بريشه الأسود مع وجود بقع بيضاء على الكتف وصدر ضارب إلى الحمرة وهو طائر مألوف في مناطق الريف المكشوفة بما في ذلك المناطق المزروعة في شتى ارجاء الهند وباكستان وهو طائر نشط يرى عادة وهو يفتش عن الحشرات على الأرض رافعا ذيله إلى أعلى وهو يبني اعشاشه في فتحات الجدران والهضاب الترابية الصغيرة أو الشقوق بين كومة الصخور.
ويصل طول هذا النوع إلى 16 سم.

## أبو الحناء القرمزي
يعيش أبو الحناء القرمزي في جنوبي أستراليا وتسمانيا ويصل طوله إلى 11 سم وله صدر احمر ومقدمة رقبة سوداء وتنتمي جميع طيور ابي الحناء الأسترالية إلى مجموعة صائدات الذباب من الطيور
ويوجد أيضا أنواع مثل :
أبو الحناء أبيض الحنجرة

## أنواع
أنواع هذا الجنس:
- كود سباركل
- تحديث القائمة

أبو الحناء الأوروبي 
اسم علمي: Erithacus rubecula